# پورتفولیو هنری

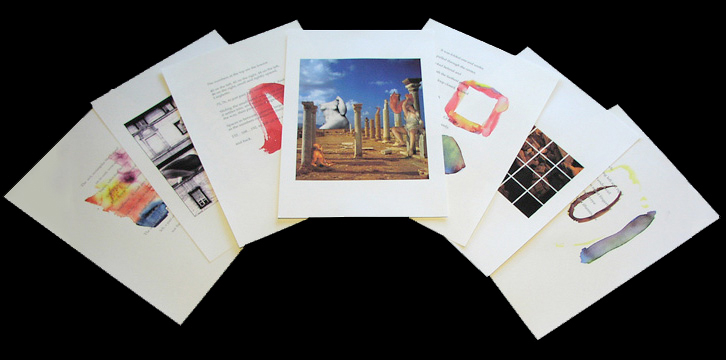
پورتفولیو شامل نمونه کارهای یک هنرمند است

پورتفولیو هنری مجموعه‌ای از بهترین آثار هنری یک هنرمند است که برای نمایش سبک و روش کار او تدوین می‌شود.
پورتفولیو به صورت دیجیتالی یا چاپی در اختیار مشتریان، مدیران هنری، دانشگاه‌ها و علاقه‌مندان قرار می‌گیرد. ساختن پورتفولیو می‌تواند دلایل مختلفی داشته باشد، مثلاً به صورت آنلاین بر روی وبسایت هنرمند جهت آشنایی بیشتر جامعه هنری با او قرار گیرد. یا برای گرفتن سفارش کار یا ارائه به دانشگاه‌ها برای دریافت پذیرش تحصیلی تهیه شود.